# Mr. Logan, U.S.A.
Pour plus de détails, voir Fiche technique et Distribution.
Mr. Logan, U.S.A. est un film muet américain réalisé par Lynn Reynolds, sorti en 1918.

## Fiche technique
- Titre : Mr. Logan, U.S.A.
- Réalisation : Lynn Reynolds
- Scénario : Lynn Reynolds,  d'après une histoire de Jay Coffin
- Photographie : Devereaux Jennings, William A. Reinhart, George Richter
- Producteur : William Fox
- Société de production :  Fox Film Corporation
- Société de distribution :  Fox Film Corporation
- Pays de production :  États-Unis
- Langue : film muet avec les intertitres en anglais
- Métrage : 1 260,35 m (5 bobines)
- Format : Noir et blanc — 35 mm — 1,33:1 — Muet
- Genre : Film dramatique, Film de guerre, Western
- Durée : 42 minutes
- Dates de sortie : 
  - États-Unis : 8 septembre 1918

## Distribution
- Tom Mix : Jim Logan
- Kathleen O'Connor : Suzanne Morton
- Dick La Reno : Oncle Billy Morton
- Charles Le Moyne : Jim Crosby
- Jack Dill : Olsen
- Val Paul (en) : J. Alexander Gage, aka Meier
- Maude Emory : Dolly Dugan
- Jack Curtis